# Observatoire de Cointe
L'observatoire astronomique de Cointe est un observatoire astronomique construit en 1881 par l'université de Liège selon les plans de l'architecte liégeois Lambert Noppius.

## Description
D'inspiration néo-médiévale, il est situé à l'écart de la ville sur la colline de Cointe dans un parc privé, créé à cette époque, sur un domaine de la famille Vanderheyden de Hauzeur, riches industriels de la région.

## Historique
C'est le premier des huit Instituts Trasenster construit. 
Il hébergea l'Institut d'Astrophysique (renommé plus tard Institut d'Astrophysique et de Géophysique) jusqu'à son déménagement vers le campus du Sart-Tilman en 2002.
En 2008, il est en cours de rénovation en vue de l’installation future du Service Régional des Fouilles Archéologiques.
Il abrite actuellement la Société astronomique de Liège.  

## Instrumentation
Dès la construction de l'observatoire, le pouvoir subsidiant mit en doute l'utilité de faire des observations au milieu des fumées de l'industrie locale (sidérurgie). Il ne fut donc jamais vraiment bien équipé.
En 1884, on l'équipa d'un cercle méridien de 18 centimètres d'ouverture et d'une lunette astronomique de 10 pouces  sur monture équatoriale.  On pouvait y adjoindre un petit spectroscope. En 1931, un nouveau cercle méridien, commandé à la société Gautier-Prin de Paris, fut installé.  Fin des années 1930, il fut décidé de l'installer dans un abri plus adapté et, en 1942, elle fut démontée et entreposée dans des caisses au Val-Benoît.
On effectua également des mesures du champ magnétique terrestre dès le début.  L'électrification des tramways rendirent ces mesures impossibles et un observatoire magnétique fut donc créé à Manhay à l'occasion de l'année polaire internationale de 1932 (et un autre observatoire fut créé au Katanga). L'observatoire de Manhay fut détruit pendant l'offensive des Ardennes et reconstruit après les hostilités.
La lunette fut réquisitionnée par l'occupant durant la Seconde Guerre mondiale et ne fut jamais retrouvée.  La lunette méridienne, ne connut pas le même sort.  Prétextant qu'elle avait été rendue inutilisable lors d'un bombardement, elle fut cachée dans une mine de la région.  Le nouvel abri fut achevé en 1946, c'est le bâtiment actuel.  La méridienne y prit place.
La coupole principale (Nord) ne retrouva un instrument qu'en 1957 (le 23 avril). Longtemps attendu, ce télescope de Schmidt conçu par Pol Swings (en 1952) fut baptisé Désiré.  Il comporte un miroir sphérique de 62 cm et une lentille correctrice de 43 cm (sa focale de 1,20 mètre lui donne un champ large de 5° 40′).  Il présente la particularité d'être 'convertible'.  En ajoutant deux miroirs, il devient un télescope de Schmidt-Newton qui permet les observations visuelles.  Avec quatre miroirs, il permet de faire de la spectroscopie.
Sur ce télescope est montée une lunette de 150 mm appelée Célestine (compagne céleste de Désiré), elle a 2,40 mètres de focale.  Il y avait également un 'chercheur' de 62 mm de diamètre et de 800 mm de focale (~3° de champ).
Dans la seconde moitié des années 1960, la lunette méridienne ne fut démontée et envoyée à Font-Romeu, dans les Pyrénées-Orientales dans le cadre d'une collaboration avec l'observatoire de Bordeaux.  À son retour, l'intérêt pour la mesure des positions avec ce genre d'instrument avait disparu et elle resta dans des caisses jusqu'en 1997.  Son intérêt patrimonial ayant été reconnu, elle fut remontée par le technicien qui l'avait mis en caisse fin des années 1960 et qui allait partir à la retraite.  Son objectif a un diamètre de 19 cm, sa focale est de 2,35 mètres, l'optique est signée Couder, les cercles méridien ont un diamètre de l'ordre du mètre.
La tour sud comporte une table équatoriale sur laquelle on plaçait des instruments de spectroscopie,,.

## Parc et bâtiments
Le terrain de 144 ares fut acquis par l'État belge (représenté par François Folie) lors d'une vente aux enchères le 3 mai 1880 pour 6 780,90 francs.  La construction débuta la 14 février 1881 et s'acheva le 14 novembre 1882.  La construction initiale ne contenait que les bâtiments en briques rouges : trois tours dont deux avec coupoles, la troisième étant destinée aux observations météorologiques; la maison directoriale, celle de l'assistant (ce qui n'était pas courant à l'époque) et la conciergerie, plus deux constructions en bois : la salle méridienne (entre la tour du télescope et la conciergerie) et la dalle dite du 'grand vertical' (entre la tour octogonale et la tout équatoriale).  Dans le fond du parc, un abri en bois sert aux mesures magnétiques.
Au fil du temps, les constructions subirent des modifications et des extensions.  En 1927, la maison directoriale subit quelques transformations et l'on entoura le parc d'une grille.
En 1937, la construction en bois de la salle du grand vertical fut remplacée par une construction en brique de deux étages plus sous-sol.  Les étages abritèrent des bureaux et un laboratoire de spectroscopie.  Le sous-sol fut spécialement aménagé pour la spectrométrie infrarouge.  La pièce, isolée par des murs épais composés de plusieurs couches (90cm-6cm air-12cm-5cm d'ardennite) et un plancher ventilé, pouvait être maintenue à 20 °C avec une précision d'un dixième de degré.  On y pénétrait par un sas et les instruments étaient posés sur des blocs en béton indépendant de la structure du bâtiment.  Les rayons du Soleil dont on étudiait le spectre étaient captés par un héliostat, placé initialement sur une terrasse du second étage, il fut transféré au sommet de la tour équatoriale afin d'augmenter la durée des observations.
La construction en bois de la salle méridienne fut remplacée par une construction en dur l'année suivante (1938).
Autour de 1960, trois nouveaux bâtiments furent construits pour accueillir le personnel (et les étudiants) de plus en plus nombreux (150 personnes) : le grand bâtiment jaune avec son grand auditoire Marcel Dehalu ainsi que deux bâtiments légers : le Stockhem (pour un département astronautique où l'on trouve un hangar à ballon-sonde) et le RTG.

## Astronomie à Liège

### Avant Cointe
L'intérêt des Liégeois pour l'astronomie est ancien.  Ainsi, en 1560, Joannes Stadius compose au palais les Tabulae Bergenses en l'honneur du prince-évêque Robert de Berghes. Plus tard, Ernest de Bavière y disposa d'un  observatoire bien équipé.  En 1610, lors d'un voyage à Prague, il prêtera même à Johannes Kepler une des deux lunettes de Galilée qu'il avait acquises .
Des cours d'astronomie furent donnés à l'université de Liège dès la première année académique (1817), mais il fallut attendre 1838 pour y trouver un premier observatoire astronomique. À l'époque, l'université était toujours concentrée du côté de la place du Vingt-Août. L’observatoire comporte notamment une lunette méridienne établie pour régler la marche du temps, réguler les départs des convois de chemin de fer et favoriser l'art de l'horlogerie. En 1860, les quelques instruments (prisme, microscope solaire, deux télescopes (Newton et Gregory), une grande lunette achromatique sont repris dans l'inventaire des instruments du cabinet de physique et sont probablement plus destinés à l'enseignement de l'optique que de l'astronomie.  À cette époque, une grande partie de la charge de l'université revient à la ville et il n'y a pas lieu d'avoir plusieurs observatoires astronomiques en Belgique.

### Cointe
C'est François Folie, inspecteur-administrateur à l'Université qui obtient les fonds et crée l'observatoire.  Il en sera directeur jusqu'en 1891, mais il cumula cette fonction avec celle de directeur de l'Observatoire royal de Belgique dès 1883.  Si bien que l'observatoire connu une période difficile.  Son successeur, Constantin Le Paige entreprit de redynamiser l'activité (1893) et y poursuivit des travaux en mathématique.  Cependant, l'année suivante, il devient recteur.  Il se fait seconder par Marcel Dehalu. (participation à l'expédition de Bigourdan, le 30 août 1905 à Sfax en Tunisie pour observer une éclipse totale de Soleil).  En 1922, Dehalu succède à le Paige comme directeur,,.
Au début, l'activité principale de l'observatoire se concentre sur l'astronomie de position et les observations magnétiques, mais en 1938, Pol Swings de retour de l'observatoire de Meudon va jeter les bases d'un laboratoire de spectroscopie. C'est le début d'une nouvelle ère pour Cointe. Pol Swings est rejoint par Boris Rosen puis Marcel Migeotte.  Ils feront de Cointe un des laboratoires de spectroscopie moléculaire les mieux équipés d'Europe.  Ils s'intéressent aux spectres solaires et stellaires, on cherche à expliquer le fonctionnement des étoiles et la Nucléosynthèse stellaire.  On s'intéresse aussi à la composition des comètes et aux molécules interstellaires. Paul Ledoux s'intéresse à la stabilité dynamique des étoiles.
En 1950, Marcel Migeotte installa un spectrographe conçu à Liège à l'observatoire du Jungfraujoch. Ils réaliseront un atlas du spectre solaire à haute résolution.

### Après Cointe
En 2002, l'Institut d'Astrophysique et de Géophysique déménagea sur le campus du Sart-Tilman, dans le bâtiment B5c.

### Spatiopôle
L'histoire du Spatiopôle remonte à la participation de Pol Swings à la création du Conseil européen de recherches spatiales.  En juillet 1962, H.E. Butler, astronome à l'observatoire d'Édimbourg y propose la création d'un satellite d'observation astronomique.  L'idée enthousiasme Pol Swings et propose de collaborer à la réalisation d'un spectrographe pour étudier le spectre ultraviolet qui, filtré par l'atmosphère, ne peut être étudié au sol.  Le 12 mars 1972, une fusée Thor-Delta emporte de la base californienne de Vandenberg le satellite TD-1, testé à Liège et comprenant l'expérience Liège-Edimbourg (S2/68).  Bien que l'enregistreur à bande magnétique faillit après quelques semaines, l'expérience fut un succès total et 50 000 spectres d'étoiles furent obtenus durant les deux ans que durèrent les observations (à la suite d'une prolongation du programme initial de six mois).  On obtient aussi des spectres planétaires.
Les Liégeois tirèrent aussi des fusées sondes en Sardaigne (1964, 1967, 1969).  Le but était de répandre des gaz (ammoniaque et propylène) dans la haute atmosphère pour créer une comète artificielle.  Des fusées équipées de spectrographe furent aussi lancée de la base européenne de Kiruna dans les années 1970 pour étudier les aurores polaires. 

### Société astronomique de Liège
La Société astronomique de Liège (SAL) fut créée en février 1938 par cinq étudiants dans le but de promouvoir l'astronomie auprès d'un large public. Elle s'inspire du modèle de la Société astronomique de France où le président fondateur Armand Delsemme (encore étudiant à l'époque) venait de donner une importante série de conférences (630 !) à l'occasion de l'Exposition spécialisée de 1937.  En 2008, la SAL compte environ 600 membres, ce qui en fait un des plus grands clubs d'astronomes amateurs de Belgique.  Elle organise chaque mois une conférence, un cours d'astronomie, une réunion informelle ainsi que plusieurs séances d'observation et des séances de planétarium.  Elle dispose également d'un observatoire à l'extérieur de la ville (à Nandrin), diffuse une revue mensuelle (Le Ciel) ainsi que plusieurs publications à l'usage du grand public.  Plusieurs fois par an, elle organise des manifestations autour de l'astronomie et de l'observatoire.  C'est une des associations actives du quartier de Cointe
,.
Côté « science populaire », on trouve également à Liège, des cercles historiques et l'Association des Géologues Amateurs de Belgique.

## Astronomes - Géophysiciens
- François Folie
- Constantin Le Paige
- Marcel Dehalu
- Léonard Pauwen
- Boris Rosen
- Marcel Migeotte
- Paul Ledoux
- Pol Swings

## Photos

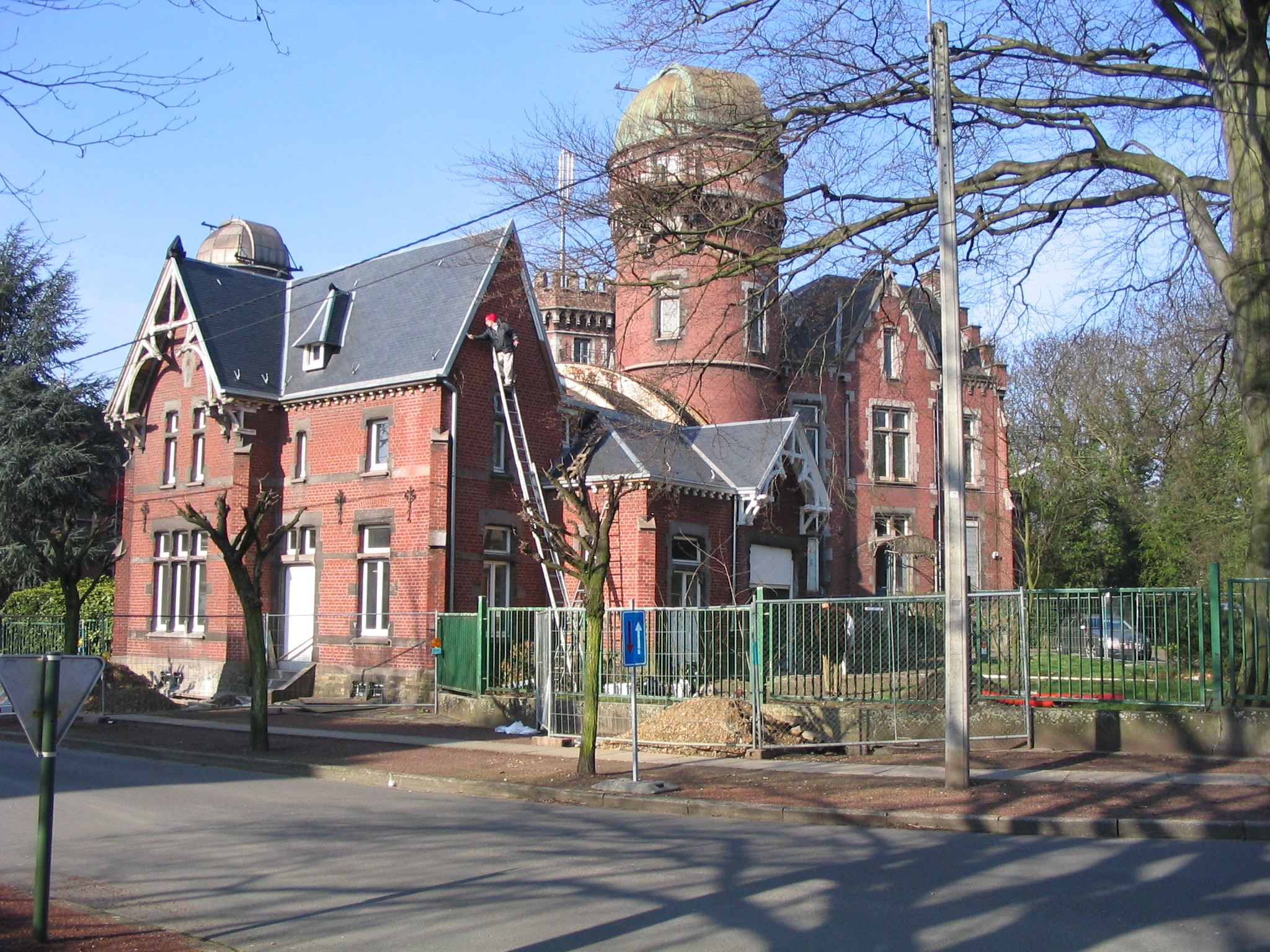
Conciergerie à l'avant-plan
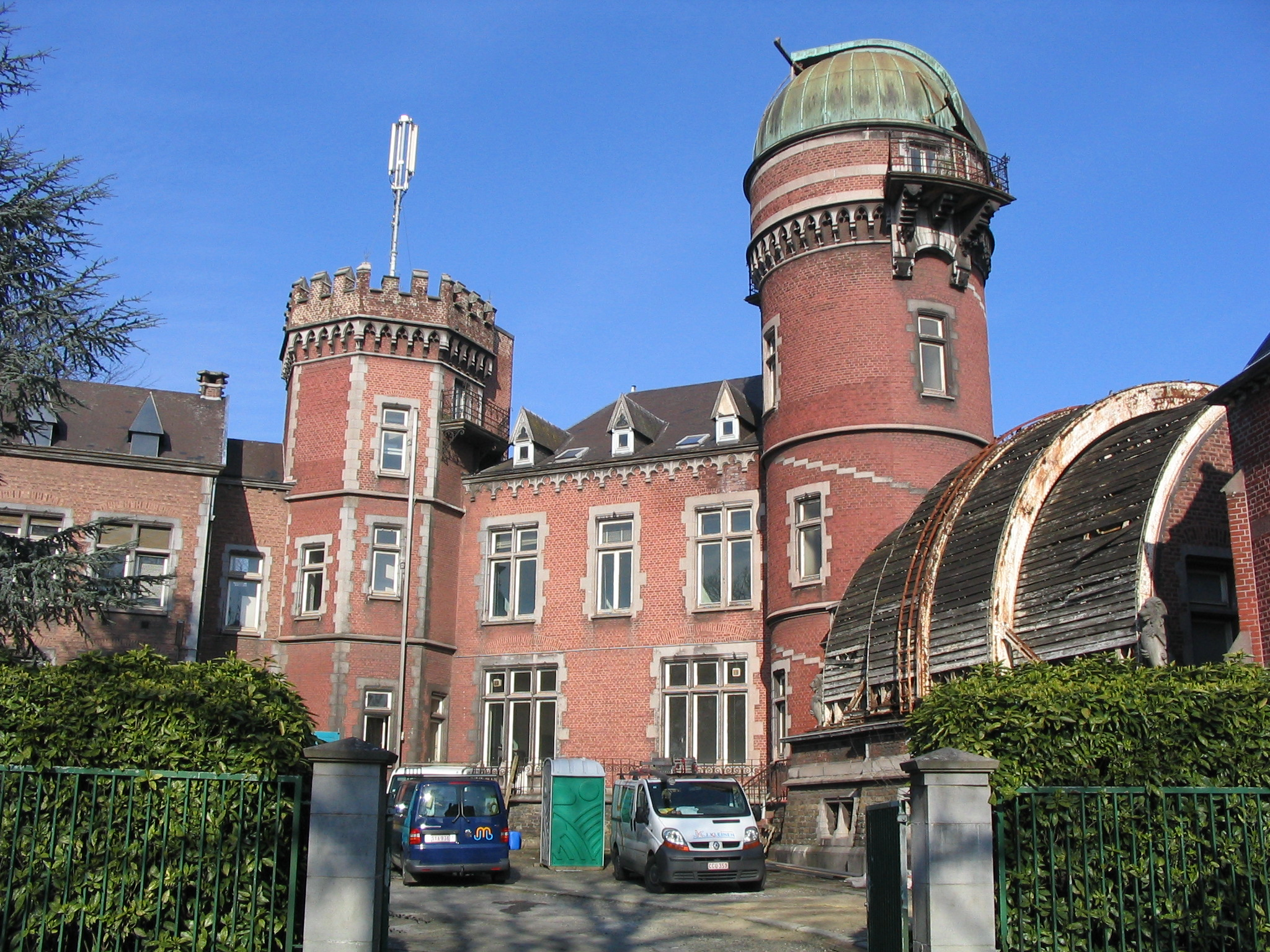
Vue d'ensemble
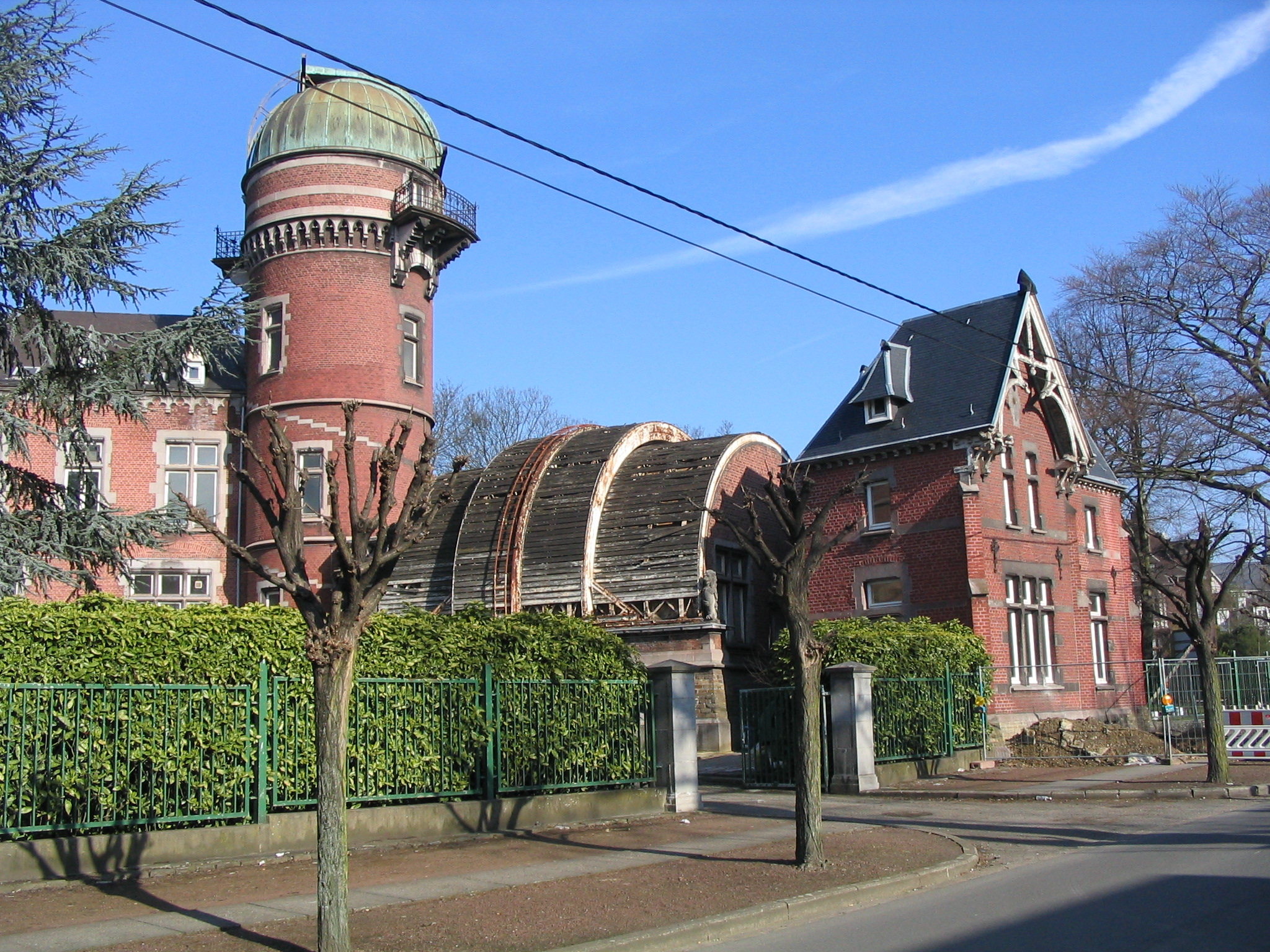
Au centre, l'abri de la méridienne
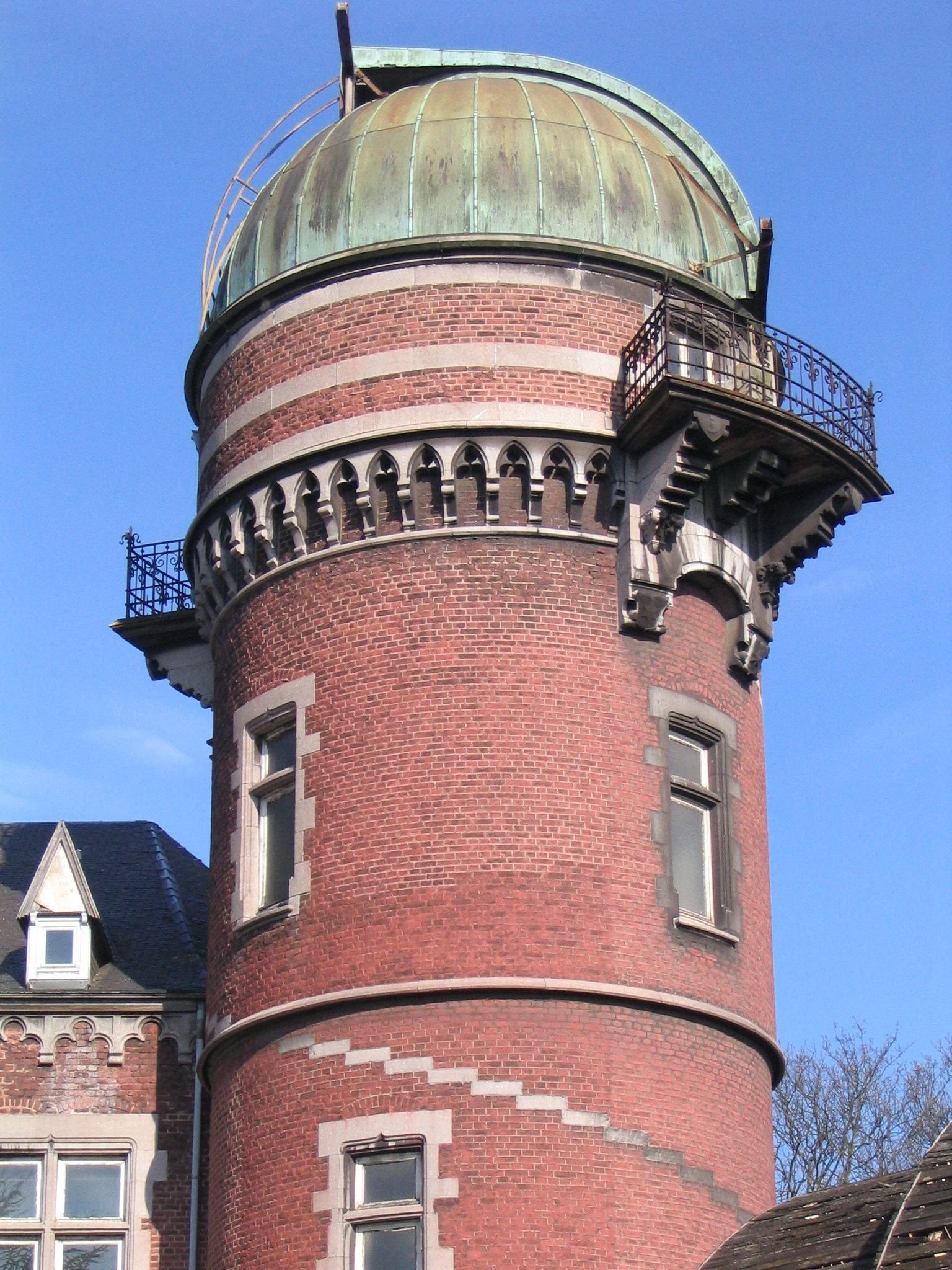
Coupole
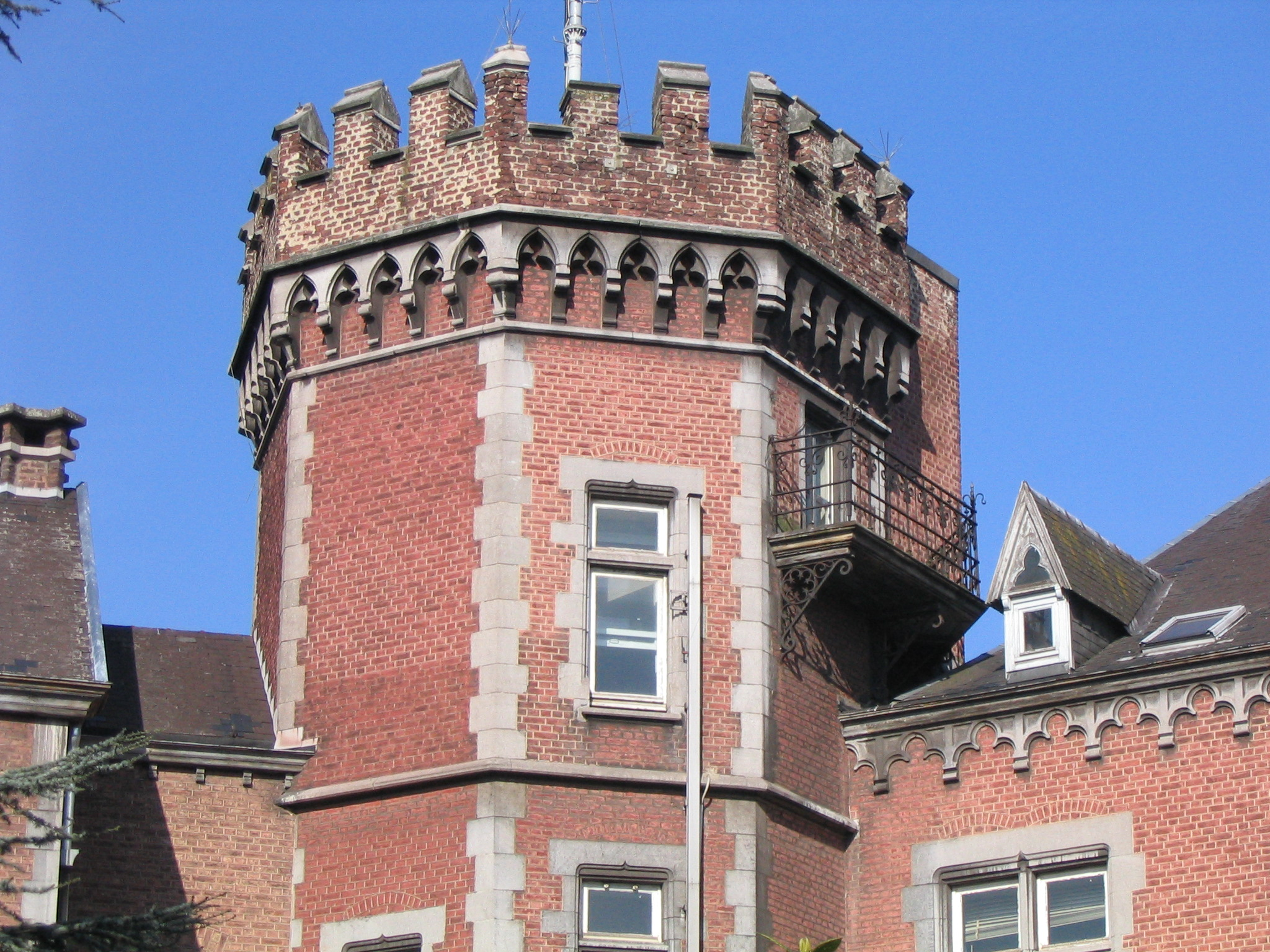
Tour octogonale